# Szabó T. E. Attila
Szabó T. E. Attila (írásait előbb ifj. Szabó Attila, 1990 után Szabó T. Attila névvel írta alá; álnevei, betűjegyei: Szabó Elek, A. E. Taylor, szta, sztea.; Kolozsvár, 1941. június 17. –) erdélyi magyar természettudományi szakíró, a biológia tudományok doktora, egyetemi tanár. Apja Szabó T. Attila, testvére Szabó T. Ádám. Lánya Szabó T. Anna.

## Életútja
Középiskoláit a kolozsvári 2. sz. Líceumban (a volt Református Kollégiumban) végezte 1957-ben, a Babeș–Bolyai Tudományegyetemen (BBTE) szerzett biológia–földrajz szakos tanári oklevelet (1961). Ugyanitt nyerte el 1972-ben a biológia tudományok egyetemi doktora címet is (dolgozata: Flora și vegetația regiunii Sărățel-Chiraleș-Lechința cu privire specială asupra fitocenozelor degradate. Kolozsvár, 1971; ugyanez magyarul Budapest, 1988). 1990-ben a biológiai tudományok kandidátusa, 1992-ben doktora lett.
Előbb (1961–63) a körösfői általános iskolában tanított, 1963–67 között a BBTE-n biológus, 1967–87 között a Mezőgazdasági Főiskolán kutató, az Index seminum Horti Agrobotanici Cluj (1972–87) és a Notulae Botanicae Horti Agrobotanici megbízott szerkesztője (1980–87). Ekkor áttelepedett Magyarországra, s a szombathelyi Berzsenyi Dániel Tanárképző Főiskolán, egyetemi tanárként megalapította a Botanikai, majd az Örökléstani és Környezettudományi Tanszéket; tudományos és nemzetközi főigazgatóhelyettes; a BioTár alapító szerkesztője. 1995–2005 között a veszprémi Pannon Egyetem tanára, tanszékvezető.

## Tudományos munkássága
Első cikke nyomtatásban 1963-ban, a Tanügyi Újságban jelent meg. Munkatársa volt a Korunknak (1964-től), a Természettudományi Közlönynek, illetve későbbi címén a Természet Világának (1964-től; 1996–99 között főmunkatárs, az általa létrehozott Elektronikus olvasónapló szerkesztője), a Berzsenyi Dániel Tanárképző Főiskola Tudományos Közleményeinek (1988–2000, szerkesztőbizottsági tag is), a Scientometricsnek (1983–88, Amszterdam, szerkesztőbizottsági tag is), a Magyar Kultúrflórának (1988-tól, szerkesztőbizottsági tag is). Tanulmányait közölte a NyIrK, a Phytocoenologia, Contribuții Botanice, Studia Universitatis Babeș–Bolyai, Lucrări Științifice ale Inst. Agronomic Cluj, Comunicări Botanice, Flora Romaniae Exsiccata, Revista Română de Biologie, Ocrotirea Naturii, Buletinul Informativ al Academiei de Științe Agricole și Silvice, ill. az Élet és Tudomány, Ethnographia, Communicationes Historiae Art. Med., Die Kulturpflanze, Acta Botanica Hungarica, Tudomány (a Scientific American magyar kiadása), Natura (London), Braun-Blancquetia, Collecta Clusiana, Magyar Tudomány, Revue Geographique Alpine, Schriften zur Genetischen Resourcen szakfolyóiratok.
1968-tól a Művelődés Természettudományos arcképcsarnok c. rovatának szerkesztője. Ismeretterjesztő cikkeit közölte a Tanügyi Újság, Pionír, Igazság, Falvak Dolgozó Népe, Ifjúmunkás, Karpaten Rundschau, A Hét, Jóbarát, Előre; 1987 után a Vasi Szemle és az Új Horizont.

### Tanulmányai gyűjteményes és konferenciakötetben
- Népismereti dolgozatok (Bukarest, 1976);
- Surviving With the Biosphere (Edinburgh 1990/1993);
- Magyar kultúrflóra (Budapest, 1994);
- Balassa Iván Emlékkönyv (Budapest, 1997);
- A ház és az ember (Szentendre, 1997);
- Történelmi kertek Magyarországon. Kutatás és helyreállítás (Szentendre, 1997), stb.

### Kötetei
- A természet időjelzése (Bukarest, 1967);
- Szerkezetek és rendszerek a növényvilágban (Bukarest, 1975. Korunk Könyvek);
- Ezerjófű. Etnobotanikai útmutató (Péntek Jánossal, Korunk Könyvek, 1976; 2. bővített kiadás Budapest, 1996);
- Alkalmazott botanika a termesztett növények fejlődésében (Bukarest, 1983);
- Ember és növényvilág. Kalotaszeg növényzete és népi növényismerete (Péntek Jánossal, uo. 1985);
- Szeretfalva–Kerlés (Cserhalom)–Lekence vidékének flórája és vegetációja, különös tekintettel a degradált növénytársulásokra (Budapest, 1988).

### Gondozásában jelentek meg
- A darwini gondolat (Bukarest, 1971, Téka sorozat)
- Szent-Györgyi Albert: Az élő állapot (Bukarest, Korunk Könyvek; ua. románul Bukarest. 1984)
- Ch. Bonnet: A természet vizsgálása (Bukarest, 1974. Téka sorozat)
- Méliusz Juhász Péter: Herbárium (Bukarest, 1978. Fehér Könyvek)
- A genetika évszázadai (Bukarest, 1978, Téka sorozat);
- Th. Dobzhansky: Örökletes változatosság és emberi egyenlőség (Bukarest, 1985, fordítása is)
- Szent-Györgyi Albert: Az élet jellege (Budapest, 1988. Gyorsuló idő sorozat)
- Lencsés György: Egész orvoslásra való könyv azaz Ars medica (Szombathely, 1993; CD-ROM is)

Fordította a XII. osztály számára készült középiskolai Biológia tankönyvet (Bukarest, 1978).
Tagja volt a Kriterionnál megjelent Téka sorozat (1978–87), Korunk Könyvek (1972–81) és Századunk (1982–87) sorozatok szerkesztőbizottságainak; munkatársa az Erdélyi magyar szótörténeti tár I–VI. köteteinek (1975–85) és a Romániai Magyar Irodalmi Lexikon I–III. kötetének (1981–94). Szerkesztésében megjelent CD-ROM-on az Erdélyi magyar szótörténeti tár két lemeze (Budapest, 1990; 1996), valamint a magyar tudományosság kezdeti évtizedeit bemutató adatbázis (Tudomány, mely örök életet ad. 1539–1595. Budapest, 1996).